# Et læserbrev fra en araber i Danmark, maj 1977
|  | Denne artikel er oprettet af botten Steenthbot ud fra en ekstern database. Den kan derfor have sproglige fejl eller mangler. Denne skabelon kan fjernes efter kontrol af indholdet. |

Et læserbrev fra en araber i Danmark, maj 1977 er en dansk dokumentarfilm fra 1978 instrueret af Hussein Shehadeh efter eget manuskript.

## Handling
Filmen sætter fokus på det billede, folk i vesten bl.a. Danmark har dannet sig af araberne gennem massemedierne, dvs. en blanding af det romantiske og det primitive. Filmen tager sit udgangspunkt i danske skolebørns bemærkninger angående deres opfattelse af arabere og deres lærers kommentar om de skolebøger på dansk, der findes om emnet. I filmen indgår et interview med etnografen Henny Harald Hansen om primært den arabiske kvindes stilling, og begreber om sløret og polygami forklares. Filmen giver også et indblik i arabernes kulturelle baggrund. Endelig vises eksempler på, hvad oliepengene bruges til.

## Medvirkende
- Henny Harald Hansen